# Tierra Oscura
Tierra Oscura è un comune (corregimiento) della Repubblica di Panama situato nel distretto di Bocas del Toro, provincia di Bocas del Toro. Si estende su una superficie di 88,5 km² e conta una popolazione di 2.661 abitanti (censimento 2010).  